# Покутинці
Поку́тинці — село в Україні, у Зіньківській сільській громаді Хмельницького району Хмельницької області. Населення становить 566 осіб.

## Населення

### Мова
Розподіл населення за рідною мовою за даними перепису 2001 року:
| Мова            | Кількість | Відсоток |
| --------------- | --------- | -------- |
| українська      | 793       | 98.88%   |
| російська       | 4         | 0.50%    |
| румунська       | 3         | 0.37%    |
| інші/не вказали | 2         | 0.25%    |
| Усього          | 802       | 100%     |

## Історія
У люстрації 1469 року вказано, що королівські маєтності Новосілка з присілками Дерашів, Коричинці, Покутниці та іншими були в управлінні Яна Одровонжа за 1000 марок.
Село Покутинці вперше згадується в податковому реєстрі за 1493 рік. До того село існувало під назвою Кут. До 1565 року село належало барському старості. У 1616 році, за люстрацією належало польському дворянському роду Гуменецьких, з 1629 — Замойських. В 1661 році село було повністю розорено і залишалося пусткою до 1717 року. З часу заселення село переходило з рук в руки польських дворян Гуменецьких, Крузерів, Черкас, а згодом — Грохольських. До села належав хутір Черкасівка, заснований власником Людвигом Черкасом. Там була винокурня, водяний млин, в околицях видобували фосфорити.
З церковного літопису відомо, що у 1802 році у селі було споруджено православний храм, який у цьому ж році згорів. У 1818 році на кошти прихожан, а також пожертви поміщиків Крузера, Черкаса споруджено нову церкву, якій передали 2 дес. садибної і 38 дес.польової землі.
У 1864 році у селі відкрито церковнопарафіяльну школу, яка у 1892 році отримала власне приміщення. На початку XX ст. Покутинці входили до Солобковецької волості Ушицького повіту. Тут нараховувалося 206 дворів, 1023 жителі.
В селі був маєток Йосипа і Владислава Грохольських. Вони володіли 1754 дес. землі, у тому числі 39 — садибної, 1145 — орної, 527 дес. лісу, 30 дес. вигону, 13 дес. неугідь.
У кінці XX століття село належало до Зіньківської волості Летичівського повіту.
Перша рада селянських депутатів була утворена в 1921 році. Очолював її Микита Васильович Ковальчук. Він же в 1929 році очолив перше колективне господарство- сільгоспартіль ім. Леніна.
В ході адміністративно-територіальної реформи за Постановою ВЦ ЦВКУ від 07 березня 1923 року в Подільській губернії були ліквідовані повіти і волості, утворені округи, а в селах – сільські ради. Покутинецька сільська рада до 1931 року входила до складу Зіньківського району, а з 1931 по 1938 рік – Затонського. (З 1927 року по 1938 рік Віньківці були перйменовані на місто Затонське, а район – у Затонський).
Після ліквідації Подільської губернії і створення Кам"янець-Подільської області Покутинецька сільська рада ввійшла до її складу. 1934 році на території сільської ради діяли три сільгоспартіллі: ім. Леніна, ім. Чкалова, ім. Сталіна.

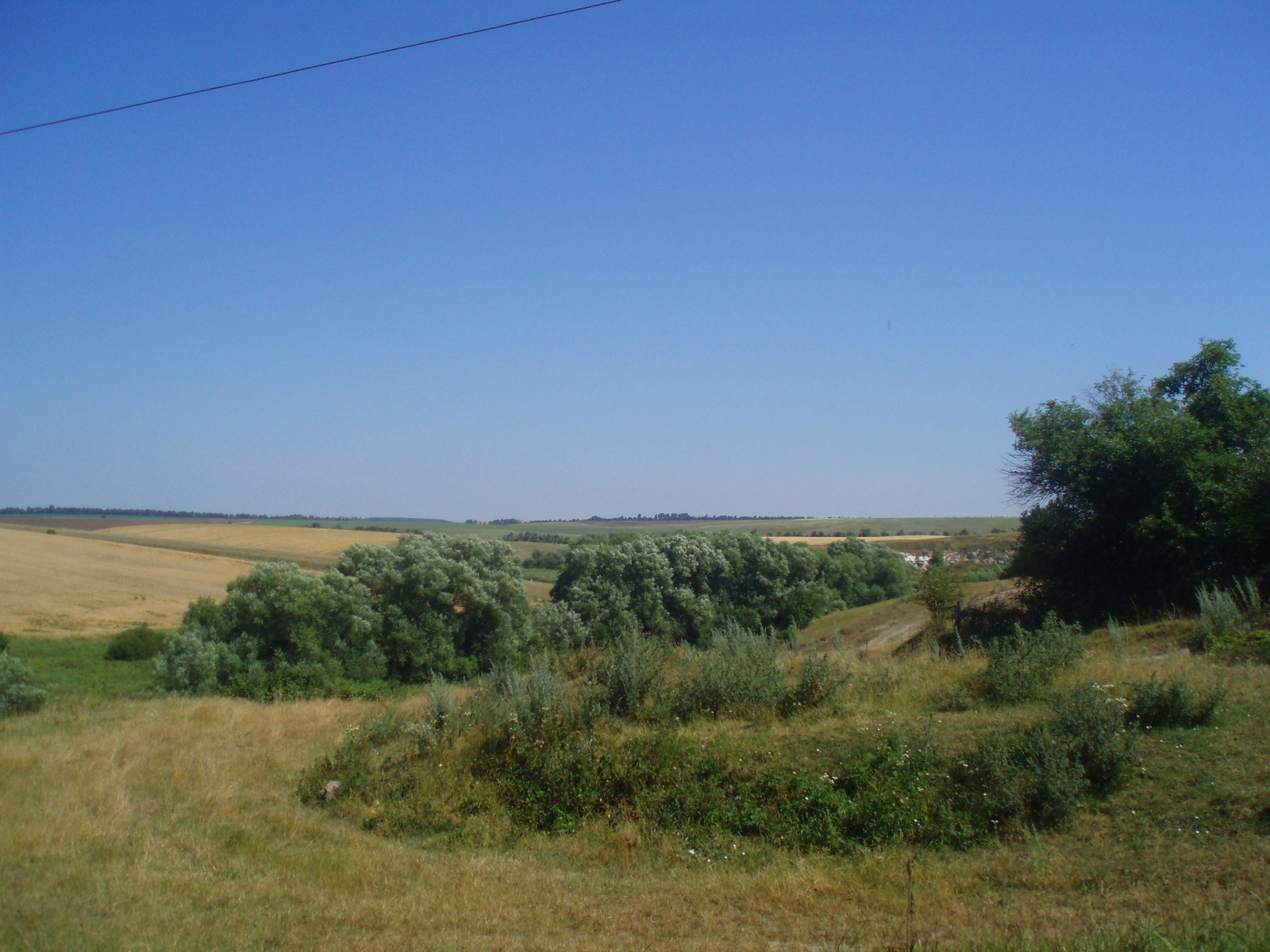
Природа в селі Покутинці

Згідно з Конституцією 1936 року в грудні 1939 року були проведені перші вибори до рад усіх рівнів. Перша сесія першого скликання в Покутинцях відбулася на початку січня 1940 року, на якій було обрано її керівний склад і затверджено секції.
З липня 1941 року по березень 1944 року територія Віньковеччини була окупована німецькими нацистами і сільська рада відновила свою діяльність лише з квітня 1944 року. Очолив її Максим Іванович Токар. Сільська рада працювала в той час над відбудовою народного господарства, зруйнованого війною, виконанням фінансових планів, реалізацією державної позики.
В 1950 році в результаті укрупнення три Покутинецькі колгоспи були об"єднані в один – ім. Леніна. 30 грудня 1962 року згідно з Указом Президії Верховної Ради УРСР було ліквідовано Віньковецький район і Покутинецька сільська рада ввійшла до складу Ярмолинецького району Хмельницької області.
8 грудня 1966 року Віньковецький район і підпорядкування йому Покутинецької сільської ради було відновлено.
Під час виборів 29 березня 1998 року до складу Покутинецької сільської ради обрано 15 депутатів і сільського голову. На першій сесії сформовано керівний склад ради, затверджено постійні комісії, штатний розпис апарату. Вибори депутатів сільської ради та сільського голови відбувались в 2002 та в 2006 роках.
12 червня 2020 року, відповідно до розпорядження Кабінету Міністрів України № 727-р «Про визначення адміністративних центрів та затвердження територій територіальних громад Хмельницької області», увійшло до складу Зіньківської сільської громади.
19 липня 2020 року, після ліквідації Віньковецького району, село увійшло до Хмельницького району.

## Відомі уродженці
- Суходоля Анатолій Іванович (* 1959) — лікар-хірург, педагог, науковець, д.мед.н., проф., заслужений лікар України.